# Буштон (Канзас)
Буштон (енгл. Bushton) град је у америчкој савезној држави Канзас.

## Демографија
По попису из 2010. године број становника је 279, што је 35 (-11,1%) становника мање него 2000. године.
| Група             | 2000.       | 2010.       |
| Белци             | 300 (95,5%) | 236 (84,6%) |
| Афроамериканци    | 0 (0,0%)    | 8 (2,9%)    |
| Азијати           | 0 (0,0%)    | 0 (0,0%)    |
| Хиспаноамериканци | 9 (2,9%)    | 23 (8,2%)   |
| Укупно            | 314         | 279         |